# Tolowa
|  | Per a altres significats, vegeu «tolowes». |

El tolowa (taa-laa-wa), chetco-tolowa, o siletz dee-ni és una llengua atapascana del subgrup de les llengües atapascanes de la costa del Pacífic parlada pels tolowes. Juntament amb dues llengües relacionades (Rogue River i alt umpqua) forma la secció oregoniana del grups.

## Distribució geogràfica
En el moment del primer contacte amb els europeus el tolowa era parlat en diverses comunitats dels pobles grans i pròspers de la costa del Comtat de Del Norte a la cantonada nord-oest de Califòrnia i al llarg de la costa sud del Comtat de Curry (Oregon). Avui dia el terme tolowa (o de vegades Smith River) és utilitzat principalment pels residents a Califòrnia, la majoria dels quals estan afiliats a ranxeria Smith River. Aquells que resideixen a Oregon, la majoria dels quals estan afiliats a les Tribus Confederades d'Indis Siletz al sud-oest de Portland, on es van retirar als seus avantpassats en la dècada de 1850 (Beckham 1971), es refereixen a si mateixos com a chetco, tututni, o deeni.
Per als detalls de la documentació lingüística del chetco-tolowa i un recull de fonologia i gramàtica de l'atapascà d'Oregon.

## Revitalització de la llengua tolowa
Loren Bommelyn, parlant materna i lingüista, ha publicat diversos llibres pedagògics i ensenya a joves estudiants tolowes a Crescent City (Comtat de Del Norte).
S'han usat tres alfabets des de la formació del Programa de Llengua Tolowa Dee-ni’, patrocinat per l'Associació pel Benestar Indi Del Norte en 1969. El primer era una "versió tolowa de l'alfabet Uni-fon", escrit a mà. En 1993 es va desenvolupar un Nou Alfabet Pràctic amb el propòsit d'escriure a l'ordinador. El 1997 Loren Bommelyn va desenvolupar un alfabet que no requeria caràcters barrats o de ganxo nasal anomenat Alfabet Tolowa Dee-ni’.

## Revitalització de la llengua Siletz Dee-ni
Siletz Dee-ni és una forma de tolowa històricament parlada pels membres de la Tribus Confederades d'Indis Siletz a la reserva Siletz d'Oregon. D'acord amb un informe de la National Geographic Society i Living Tongues Institute for Endangered Languages (Institut Llengües Vives per a Llengües en Perill), que és l'últim dels molts idiomes que es parlaven a la reserva i es deia que el 2007 només tenia un parlant viu. No obstant això, la llengua almenys ha estat parcialment reviscolada i en algunes àrees ‘ara molts ensenyen als altres en Siletz Dee-ni’.
S'han ofert cursos de 6è a 8è grau a l′Oregon's Siletz Valley Charter School. Alfred "Bud" Lane ha reunit 14,000 paraules de siletz dee-ni, una varietat de chetco-tolowa "restringida a una petita àrea a la costa central d'Oregon," en un diccionari àudio/dibuix online per a ús de la comunitat.